# Động đất ngoài khơi Fukushima 2013
Động đất ngoài khơi Fukushima 2013 (福島県沖地震) là trận động đất xảy ra vào lúc 2:10 (theo giờ địa phương), ngày 26 tháng 10 năm 2013. Trận động đất có cường độ 7.1 richter, tâm chấn ở độ sâu 56 km ngoài khơi tỉnh Fukushima. Ngay sau khi động đất xảy ra, cơ quan Khí tượng Nhật Bản đã phát cảnh báo sóng thần tại bờ biển Tōhoku giáp Thái Bình Dương và các tỉnh Ibaraki, Chiba. Hậu quả trận động đất chỉ làm 1 người bị thương, không có thiệt hại lớn nào xảy ra.